# Evolución de las Administradoras de Fondos de Pensiones de Chile
Según el DL 3500 de 1980 para constituir una AFP se requiere un monto mínimo para patrimonio para crear una AFP, la cual debe contar con la aprobación de la Superintendencia de Pensiones. 
| Tabla de requisitos de patrimonio | Tabla de requisitos de patrimonio                               |
| Situación                         | Capital mínimo (expresado en UF)                                |
| --------------------------------- | --------------------------------------------------------------- |
| Inicio actividades                | 5000 (20 000 entre 1980-87 sin diferenciar número de afiliados) |
| 5000 afiliados                    | 10 000                                                          |
| 7500 afiliados                    | 15 000                                                          |
| 10 000 afiliados                  | 20 000                                                          |

Normas adicionales son que una AFP debe mantener una rentabilidad mínima respecto del Fondo de Pensiones que administra. Dicha rentabilidad se mide según la rentabilidad real promedio de todos los fondos del mismo tipo. Además una AFP debe mantener con sus recursos propios un encaje equivalente al 1% del Fondo administrado (5% entre 1980-83).
Cuando una AFP caiga por debajo del patrimonio exigido tiene un plazo de 6 meses para completar el monto faltante o se revoca su autorización de funcionamiento y es liquidada la sociedad. El Fondo de Pensión es traspasado a la AFP de elección del afiliado. En caso de no elección hay procedimientos por los cuales la Superintendencia asigna la AFP.

## Evolución de las AFP's
En 1981 con la implementación de la reforma se crean 12 AFP. Cambios en las normas en 1983 y 1987 facilitaron la creación de nuevas AFP. A 2016 sólo existen 6 AFP's. A continuación un detalle de creación y fusión de AFP:
| Nombre             | Años      | Notas |
| ------------------ | --------- | --- |
| AFP Alameda        | 1981-1985 | Fusionada en AFP Unión. |
| AFP Concordia      | 1981-1996 | Absorbida por AFP Planvital. |
| AFP El Libertador  | 1981-1995 | Absorbida por AFP Provida. |
| AFP Invierta       | 1981-1993 | Luego de absorber a AFP Planvital, adquiere el nombre AFP Planvital. |
| AFP Magíster       | 1981-2004 | Fusionada en AFP Planvital. |
| AFP San Cristóbal  | 1981-1985 | Fusionada en AFP Unión. |
| AFP Santa María    | 1981-2008 | Miembro de ING Group desde 2003. Fusionada con AFP Bansander. |
| AFP Summa          | 1981-1998 | Fusionada en AFP Summa Bansander. |
| AFP Unión          | 1985-1998 | Absorbida por AFP Provida. |
| AFP Protección     | 1986-1999 | Absorbida por AFP Provida. |
| AFP Futuro         | 1988-1996 | fusión con AFP Magíster. |
| AFP Bannuestra     | 1990-1991 | Liquidación por incumplimiento de patrimonio mínimo. |
| AFP Banguardia     | 1992-1995 | Absorbida por AFP Santa María. |
| AFP Bansander      | 1992-1998 | Fusionada en AFP Summa Bansander. |
| AFP Fomenta        | 1992-1999 | Fusionada en AFP Aporta Fomenta. |
| AFP Laboral        | 1992-1994 | Liquidación por incumplimiento de patrimonio mínimo. |
| AFP Previpan       | 1992-1995 | Absorbida por AFP Valora. |
| AFP Qualitas       | 1992-1995 | Absorbida por AFP Valora. |
| AFP Aporta         | 1993-1998 | Fusionada en AFP Aporta Fomenta. |
| AFP Genera         | 1993-1995 | Liquidación por incumplimiento de patrimonio mínimo. |
| AFP Norprevisión   | 1993-1996 | Cambia posteriormente su razón social a AFP Valora. Fusionada en AFP Qualitas. |
| AFP Armoniza       | 1994-1996 | Fusionada en AFP Qualitas. |
| AFP Qualitas       | 1995-1998 | Absorbida por AFP Magíster. |
| AFP Bansander      | 1998-2008 | Antigua división de Grupo Santander. Fusionada con AFP ING Santa María. |
| AFP Aporta Fomenta | 1998-2001 | Absorbida por AFP Magíster. |
| AFP Cuprum         | 1981-     | Miembro de Principal Financial Group, que la adquirió a Empresas Penta en 2012. |
| AFP Habitat        | 1981-     | Miembro de Prudential Financial (40,29%) y Cámara Chilena de la Construcción (40,29%). |
| AFP PlanVital      | 1981-     | Miembro de Assicurazioni Generali. |
| ProVida AFP        | 1981-     | Miembro de MetLife. |
| AFP Capital        | 2008-     | Miembro de Grupo Sura. |
| AFP Modelo         | 2010-     | Andrés Navarro Haeussler, fundador de SONDA S.A.. |
| AFP Argentum       | 2014-2014 | Miembro de Principal Financial Group, la cual únicamente fue creada para efectos de absorber a AFP Cuprum y pasar a nombrarse de la misma forma, manteniendo su misma cartera de clientes y RUT. Actualmente es Administradora de Fondos de Pensiones Cuprum S.A. |
| Unoafp.cl          | 2019-     | Su socio fundador es Ignacio Álvarez, exgerente general de AFP Cuprum. |

## Actualidad
En la actualidad, cinco AFP de un total de seis, son controladas por grandes empresas multinacionales extranjeras, como MetLife, Prudential Financial, BTG Pactual, Grupo Sura y Principal Financial Group.
Hay una controversia en curso por la creación de AFP Argentum en la cual, al absorber a la original AFP Cuprum, se sospecha evasión tributaria por más de 80.000.000.000 CLP